# Primera batalla de Deep Bottom

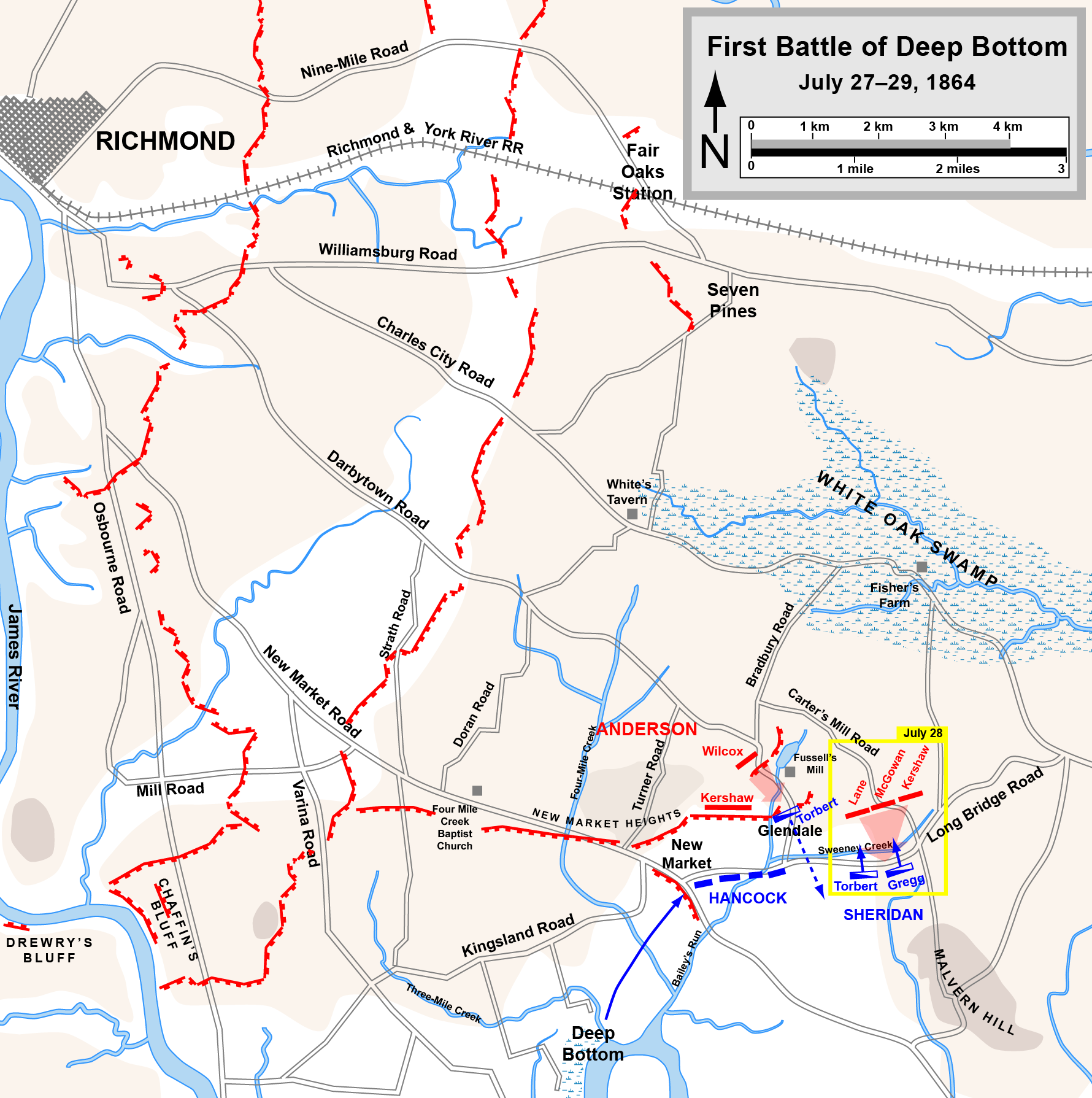
Primera batalla de Deep Bottom (27-29 de julio de 1864)
Confederación
Unión

La primera batalla de Deep Bottom fue una batalla de la guerra civil estadounidense y parte del asedio de Petersburg. La batalla terrestre tuvo lugar en Virginia entre el 27 y el 29 de julio de 1864 entre el Ejército Confederado del Norte de Virginia, comandado por el general Robert E. Lee, y el Ejército de la Unión del Potomac, comandado por el general de división George G. Meade (bajo la supervisión directa del general en jefe de las tropas de la Unión, el teniente general Ulysses S. Grant).

## Antecedentes
Con el sitio de Petersburg en su segundo mes, en julio de 1864, el general de la Unión, Ulysses S. Grant, estaba buscando formas de adelgazar y romper las líneas confederadas alrededor de la ciudad vital. Optó por volver a realizar una operación que ya había intentado durante el asedio de Vicksburg el verano anterior. Consistía en extraer, encender y destruir una sección de las fortificaciones de Petersburg en preparación para un posterior asalto de infantería en el lugar.
La bomba iba a estallar el 30 de julio. Para debilitar aún más las defensas de la Confederación, Grant ordenó que se realizaran una serie de maniobras de distracción en los días previos al ataque principal. Una de estas expediciones culminó en la primera batalla de Deep Bottom.
Durante la noche del 26 y 27 de julio, el II Cuerpo de Winfield Scott Hancock, junto con dos divisiones de la caballería de Philip Sheridan, abandonó las líneas alrededor de Petersburg y se dirigió hacia el norte, cruzando el río James cerca de una curva cerrada conocida localmente como Deep Bottom. Su objetivo era amenazar a Richmond, la capital de la Confederación, y obligar a Robert E. Lee a enviar una parte sustancial de los defensores de Petersburg para detener el avance. 
Para amenazar a Richmond, Grant había descrito dos escenarios posibles para el éxito operacional. El primer escenario fue que la infantería de Hancock detuviera a los defensores confederados de manera tan decisiva que la caballería de Sheridan podría luego rodear la batalla y saquear la ciudad. El segundo escenario fue que la infantería de Hancock detuviera a suficientes defensores de los confederados para permitir que Sheridan viaje al oeste de Richmond y atacar las líneas de suministro del ferrocarril desde el Valle de Shenandoah.
A causa de esta ofensiva Lee no tuvo más remedio que actuar para defender la capital, enviando seis brigadas al norte para fortificar New Market Heights. Desde ese lugar, los confederados cubrieron los posibles avances del ejército de la Unión hacia Richmond.

## La batalla

### 27 de julio
El avance del 27 de julio comenzó bien para la fuerza expedicionaria de Hancock. Sus elementos principales lograron dispersar un puesto confederado bloqueando su ruta hacia el norte e incluso capturaron cuatro cañones. Hancock aprovechó esta ventaja, moviendo al resto de sus hombres a través del James y desplegándolos para un avance hacia el oeste hasta Richmond, que estaba aproximadamente a nueve millas de distancia.
Los confederados también habían reorganizado su línea para seguir un curso de agua conocido como Bailey's Creek, que corría de norte a sur entre las fuerzas en conflicto. Hancock reaccionó a esto enviando a la caballería de Sheridan a Gravel Hill, una posición que podría usarse como un escalón alrededor del extremo norte del arroyo.
Sin embargo la caballería de la Unión fue atacada en Gravel Hill y los hicieron retroceder después de un fuerte tiroteo. Las carabinas de repetición, que a mediados de 1864 ya estaban en manos de muchos hombres de caballería del norte, causaron aun así que el precio para ello fuese alto para los confederados. La lucha en Gravel Hill fue la última acción importante del día, ya que Hancock decidió realizar un nuevo reconocimiento antes de enviar a su infantería a través de Bailey´s Creek.

### 28 de julio
El 28 de julio, ambas partes recibieron refuerzos del sector de Petersburg. Habiendo iniciado la batalla con miras a reducir las defensas de Petersburg, Grant se alegró al escuchar que habían llegado más tropas confederadas, dos divisiones más, al campo de batalla de Deep Bottom.
Hancock recibió una brigada de Petersburg, que usó para reemplazar la división de élite de John Gibbon a lo largo de Bailey´s Creek. Los hombres de Gibbon aún no se habían redistribuido cuando Phil Sheridan ordenó a sus jinetes que atacaran a Gravel Hill una vez más.
La caballería de la Unión se lanzó de cabeza contra 4 brigadas confederadas que estaban en medio de lanzar un asalto propio. Los Confederados obtuvieron durante el enfrentamiento la ventaja inicial, pero finalmente fueron rechazados por una línea determinada de caballería desmontada que disparó con sus rifles repetidores desde la cima de una suave pendiente. Los hombres de la Unión volvieron a montar y los persiguieron, capturando así a casi 200 confederados y poniendo así  fin a los grandes enfrentamientos del 28 de julio. Aun así no se atrevieron a avanzar más por la fuerte presencia de tropas confederadas en el lugar y por sus posiciones fortificadas, a las que luego se retiraron.

### 29 de julio
Hancock coordinó luego una retirada de regreso a través de James durante el 29 de julio. Grant también consideraba que era el momento oportuno, ya que sabía del desvío de tropas, que Lee había hecho hacia ese lugar desde Petersburg.

## Consecuencias
En el punto de vista táctico, la primera batalla de Deep Bottom fue una victoria confederada, porque los defensores rebeldes obligaron a Hancock y a Sheridan a retirarse sin poder amenazar a Richmond o destruir el ferrocarril hacia Shenandoah. Sin embargo Grant logró aun así estrategicamente su objetivo de obligar a Lee a enviar grandes cantidades de refuerzos a la capital confederada para detener a la Unión. Eso llevó entonces a la posterior ejecución de la ofensiva planeada por Grant y Meade contra los ahora debilitados confederados en Petersburg en la luego llamada batalla del Cráter.